# Андросов, Сергей Вячеславович
Серге́й Вячесла́вович Андро́сов (род. 18 февраля 1986) — российский футболист, защитник.

## Карьера
Профессиональную карьеру начал в 2004 году белгородском «Салюте». В следующем году перешёл в клуб «Пресня». В 2006—2007 годах выступал за белорусский клуб «Витебск» в Высшей лиге. Также в 2007 году защищал цвета «Содовика». Карьеру завершил в 2010 году в «Истре», где стал рекордсменом по проведённым матчам за клуб во Втором дивизионе — 88.